# Doryopteris
Doryopteris är ett släkte av kantbräkenväxter. Doryopteris ingår i familjen Pteridaceae.

## Bildgalleri

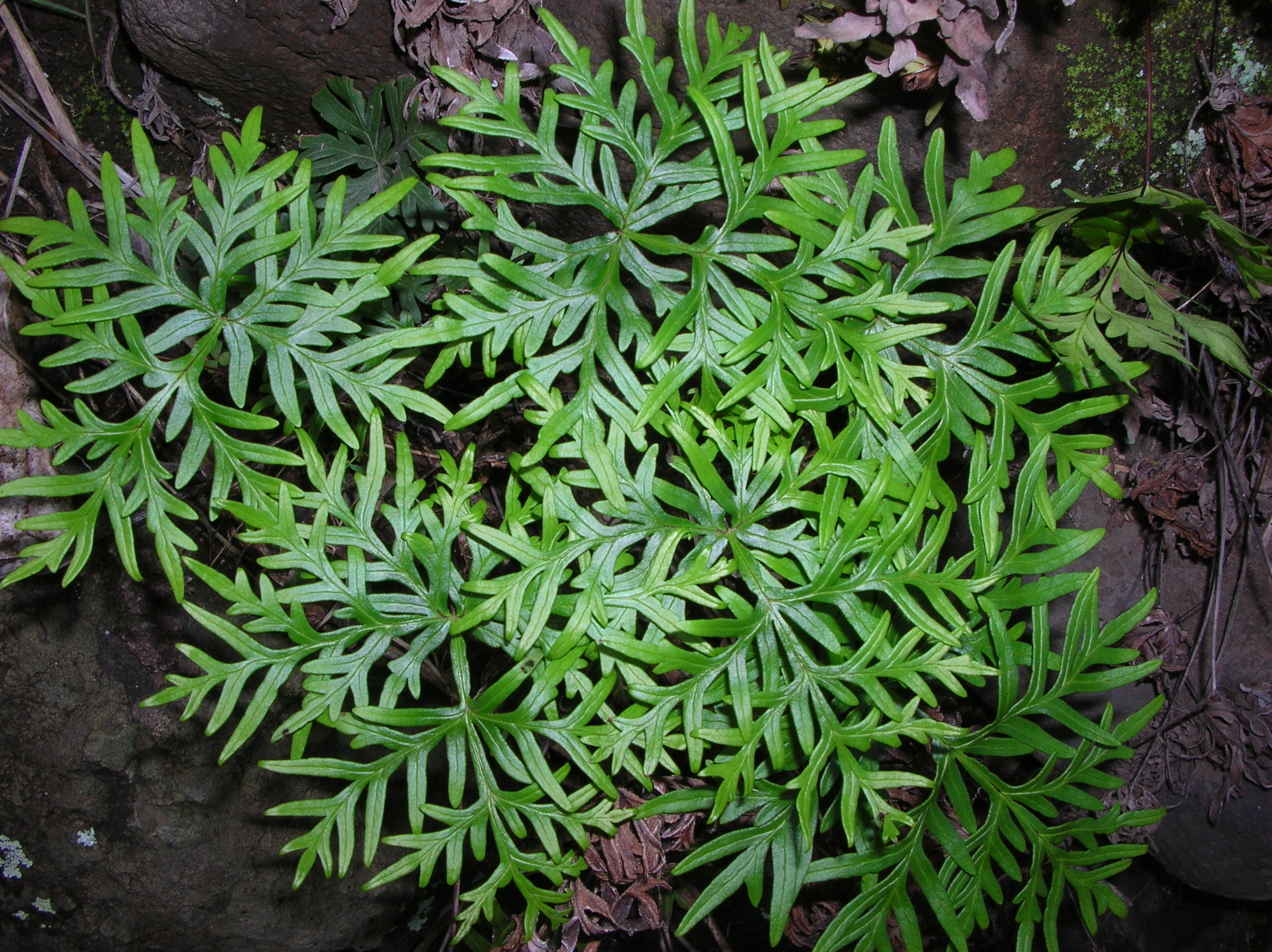

## Dottertaxa tillDoryopteris, i alfabetisk ordning[1]
- Doryopteris acutiloba
- Doryopteris adornata
- Doryopteris angelica
- Doryopteris angustata
- Doryopteris apparicioi
- Doryopteris collina
- Doryopteris concolor
- Doryopteris conformis
- Doryopteris cordifolia
- Doryopteris crenulans
- Doryopteris crispatula
- Doryopteris cyclophylla
- Doryopteris davidsei
- Doryopteris decipiens
- Doryopteris decora
- Doryopteris excisa
- Doryopteris humbertii
- Doryopteris hybrida
- Doryopteris intermedia
- Doryopteris itatiaiensis
- Doryopteris jequitinhonhensis
- Doryopteris kitchingii
- Doryopteris latiloba
- Doryopteris lomariacea
- Doryopteris lonchophora
- Doryopteris lorentzii
- Doryopteris madagascariensis
- Doryopteris majestosa
- Doryopteris nobilis
- Doryopteris ornithopus
- Doryopteris paradoxa
- Doryopteris patula
- Doryopteris pedata
- Doryopteris pedatoides
- Doryopteris pentagona
- Doryopteris pilosa
- Doryopteris procera
- Doryopteris quinquelobata
- Doryopteris raddiana
- Doryopteris rediviva
- Doryopteris rivalis
- Doryopteris rosenstockii
- Doryopteris rufa
- Doryopteris sagittifolia
- Doryopteris scalaris
- Doryopteris subdecipiens
- Doryopteris subsimplex
- Doryopteris surinamensis
- Doryopteris takeuchii
- Doryopteris tijucana
- Doryopteris trilobata
- Doryopteris triphylla
- Doryopteris varians